# Membraanbioreactor

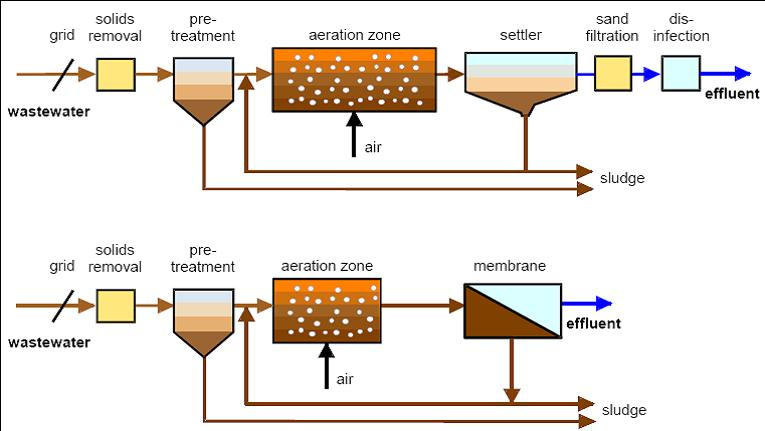
Schematische voorstelling van de conventionele bioreactorprocessen (boven) en de membraanbioreactor (onder)

De membraanbioreactor (MBR) is een type waterzuiveringsinstallatie waarbij een membraanfilter onder druk slib en water scheidt. Het membraan bestaat uit een polymeervel waarin poriën van 0,01-0,5 micrometer zijn gemaakt. Het membraanvel heeft meestal de vorm van een vlakke plaat, maar soms ook in de vorm van een holle vezel. De membranen vervangen hierbij de nabezinktanks die bij klassieke biologische zuivering worden gebruikt voor de scheiding van slib en effluent. Een membraanbioreactor bestaat uit
- een biologische waterzuiveringsinstallatie[1]
- een membraanfiltratie-eenheid en (eventueel) een recirculatieleiding[2]

De membraaneenheden kunnen zowel ondergedompeld in de actiefslibtank als buiten de actiefslibtank opgesteld staan. Vaak worden er nog zeeftechnieken toegepast om steentjes en andere scherpe deeltjes uit het influent te halen zodat deze de membranen niet kunnen beschadigen.

## Toepassingen
Door deze eigenschappen wordt dit zuiveringsproces in Nederland en België niet vaak toegepast in rioolwaterzuiveringen van waterschappen. In het buitenland wordt de MBR-techniek nog weleens toegepast op communaal afvalwater in grootstedelijke gebieden waar met het effluent wil hergebruiken. Een voorbeeld hiervan is de rioolwaterzuivering Qinghe in Beijing. In industriële waterzuiveringen van bijvoorbeeld de voedingsmiddelenindustrie, glastuinbouw of mestverwerking wordt deze techniek ook vaak toegepast. Vaak wordt deze dan door zuiveringstechnieken als UV-desinfectie en omgekeerde osmose gevolgd. Een voorbeeld van dit hergebruik is de MBR-installatie op de rioolwaterzuivering Terneuzen. Deze installatie levert water dat door het nabijgelegen Dow Chemical wordt hergebruikt bij de bereiding van proceswater. Door de ligging aan zee is de beschikbaarheid van zoet water hier beperkt. Door de mogelijkheid van het hanteren van veel hogere actief slibconcentraties (5-20 g/l) en het ontbreken van een nabezinktank neemt een MBR-installatie relatief weinig ruimte in. De relatief hoge actiefslibconcentraties zorgen er ook voor dat er sterker vervuild en sterk van samenstelling wisselend afvalwater gezuiverd kan worden. Industrieel afvalwater is vaak veel sterker vervuild dan huishoudelijk afvalwater. Door wisselingen in productieprocessen en door schoonmaakrondes kunnen er ook grote wisselingen in vuilvracht ontstaan. Dit is ook een reden dat de MBR-techniek in Nederland en België vaker bij specifieke industriële afvalwaterzuiveringen wordt toegepast dan dat deze door waterschappen gebruikt wordt voor de zuivering van huishoudelijk afvalwater. Het biologische zuiveringsproces is vaak aeroob (met zuurstof), maar er worden ook Anaërobe Membraan-Bioreactoren ontwikkeld waarbij het biologische zuiveringsproces is gebaseerd op anaerobe waterzuivering
voordelen
- hoge effluentkwaliteit[7]
- zwevende deeltjes worden bijna niet uitgespoeld
- Geen nabezinktank nodig
- Hogere actiefslibconcentratie

nadelen
- kosten en reiniging van de membraanplaten
- Hoger elektriciteitsgebruik van de pompen door hogere weerstand van de membranen